# Basingstoke (circonscription du Parlement britannique)

La circonscription dans le Hampshire.

La circonscription de Basingstoke est une circonscription électorale anglaise située dans le Hampshire, et couvrant la ville de Basingstoke. Elle est représentée à la Chambre des communes du Parlement britannique depuis 2005 par Maria Miller du Parti conservateur.